# 米婭·克蘭普爾
米婭·克蘭普爾（2000年7月21日—）生于斯洛維尼亞克拉尼城市市鎮的Golnik，是一名女子運動攀登運動員。她曾經獲得2019年世界攀岩錦標賽女子難度賽銀牌。

## 外部連結
- IFSC （页面存档备份，存于） （英文）
- 米婭·克蘭普爾的Facebook專頁
- 米婭·克蘭普爾的Instagram帳戶